# Gummibär (Gummy Bear) — словацкий ютубер
Gummibär (Gummy Bear) — словацкий ютубер, который снимает старые телевизоры, видеокассеты VHS, видеомагнитофоны и Windows 95 на старых компьютерах (с начала 90-х до начала конца 90-х годов), а также другие старые телевизоры, видеокассеты VHS, видеомагнитофоны и Windows 95 на старых компьютерах. Категория: Технологии 1 августа 2012 г. - Видео "Recenzia starého televízora Samsung", записанное 1 августа 2012 года - 2 августа 2012 г. - Видео "Recenzia videokazety Sony E-180", записанное 2 августа 2012 года - 3 августа 2012 г. - Видео "Recenzia videorekordéra Samsung SVR-151", записанное 3 августа 2012 года - 4 августа 2012 г. - Видео "Recenzia systému Windows 95 na starom počítači Dell", записанное 4 августа 2012 года - 5 августа 2012 г. - Видео "Recenzia systému Windows 98 na starom počítači Dell", записанное 5 августа 2012 года - 6 августа 2012 г. - Видео "No počkaj! Episode 1 (TV JOJ)", опубликованное 6 августа 2012 года - 7 августа 2012 г. - Видео "No počkaj! Episode 2 (TV JOJ)", опубликованное 7 августа 2012 года - 8 августа 2012 г. - Видео "No počkaj! Episode 3 (TV JOJ)", опубликованное 8 августа 2012 года - 9 августа 2012 г. - Видео "No počkaj! Episode 4 (TV JOJ)", опубликованное 9 августа 2012 года - 10 августа 2012 г. - Видео "No počkaj! Episode 5 (TV JOJ)", опубликованное 10 августа 2012 года - 11 августа 2012 г. - Видео "No počkaj! Episode 6 (TV JOJ)", опубликованное 11 августа 2012 года - 12 августа 2012 г. - Видео "No počkaj! Episode 7 (TV JOJ)", опубликованное 12 августа 2012 года - 13 августа 2012 г. - Видео "No počkaj! Episode 8 (TV JOJ)", опубликованное 13 августа 2012 года - 14 августа 2012 г. - Видео "No počkaj! Episode 9 (TV JOJ)", опубликованное 14 августа 2012 года - 15 августа 2012 г. - Видео "No počkaj! Episode 10 (TV JOJ)", опубликованное 15 августа 2012 года - 16 августа 2012 г. - Видео "No počkaj! Episode 11 (TV JOJ)", опубликованное 16 августа 2012 года - 17 августа 2012 г. - Видео "No počkaj! Episode 12 (TV JOJ)", опубликованное 17 августа 2012 года - 18 августа 2012 г. - Видео "No počkaj! Episode 13 (TV JOJ)", опубликованное 18 августа 2012 года - 19 августа 2012 г. - Видео "No počkaj! Episode 14 (TV JOJ)", опубликованное 19 августа 2012 года - 20 августа 2012 г. - Видео "No počkaj! Episode 15 (TV JOJ)", опубликованное 20 августа 2012 года - 21 августа 2012 г. - Видео "No počkaj! Episode 16 (TV JOJ)", опубликованное 21 августа 2012 года
1. ↑  YouTube. www.youtube.com. Дата обращения: 16 августа 2025.